# Enrique Wolff
Enrique Ernesto Wolff (Buenos Aires, 21 febbraio 1949) è un ex calciatore argentino, di ruolo difensore.

## Carriera

### Giocatore

#### Club
Iniziò la sua carriera con il Racing Club de Avellaneda nel 1967 per poi passare, nel 1973, al River Plate. Nel 1974 si trasferì in Spagna dove vestì la maglia dell'UD Las Palmas per tre stagioni al termine delle quali venne ingaggiato dal Real Madrid con il quale vinse due campionati.
Nel 1979 rientrò in Argentina con l'Argentinos Juniors, e dopo 8 partite si ritirò. Ritornerà nel 1981 per vestire, brevemente, la maglia del Tigre. Ha quindi intrapreso l'attività di giornalista sportivo.

#### Nazionale
A livello internazionale ha vinto i campionati giovanili sudamericani del 1967. Ha fatto parte della Nazionale maggiore argentina dal 1972 al 1974 partecipando ai Mondiali del 1974. In totale, con la maglia albiceleste, Wolff disputò 27 partite segnando un gol.

## Palmarès

### Club

#### Competizioni nazionali
- Campionato spagnolo: 2

Real Madrid: 1977-1978, 1978-1979

#### Competizioni internazionali
- Coppa Libertadores: 1

Racing Club: 1967
- Coppa Intercontinentale: 1

Racing Club: 1967